# تیم پناهندگان المپیک در المپیک تابستانی ۲۰۲۰
تیم پناهندگان المپیک در رقابت‌های المپیک تابستانی ۲۰۲۰ در توکیو در ژاپن از ۲۳ ژوئیه تا ۸ اوت ۲۰۲۰ به عنوان شرکت کنندگان مستقل المپیک حضور دارند.
کد المپیک به اختصار فرانسوی به "EOR" تغییر یافت که به معنی Équipe Olympique des Réfugiés است. تعداد ورزشکاران از سال ۲۰۱۶ از ۱۹ به ۲۹ نفر برای این بازی‌ها افزایش یافت. در رژه تیم‌ها، طبق الفبای هیراگانا، تیم پناهندگان المپیک (IOC Refugee Olympic Team) بعد از یونان اولین تیم خواهد بود (Ai Ō Shī تلفظ IOC انگلیسی به ژاپنی است).

## انتخاب تیم
تیم در ۸ ژوئن ۲۰۲۱ انتخاب شد.
| ورزشکار                  | ملیت                  | فرستاده از طرف کمیتهٔ ملی المپیک | رشته ورزشی   | رویداد                |
| ------------------------ | --------------------- | ------------------------------- | ------------ | --------------------- |
| جیمز چینگجیک             | سودان جنوبی           | کنیا                            | دو و میدانی  | دو ۸۰۰ متر            |
| علا ماسو                 | سوریه                 | آلمان                           | شنا          | ۵۰ متر آزاد           |
| پائولو لوکورو            | سودان جنوبی           | کنیا                            | دو و میدانی  | دو ۱۵۰۰ متر           |
| دوریان کلتلا             | کنگو                  | پرتغال                          | دو و میدانی  | دو ۱۰۰ متر            |
| پوپول میسنگا             | جمهوری دموکراتیک کنگو | برزیل                           | جودو         | مختلط تیمی            |
| جمال عبدالماجی عیسی محمد | سودان                 | اسرائیل                         | دو و میدانی  | دو ۵۰۰۰ متر           |
| رز لوکونین               | سودان جنوبی           | کنیا                            | دو و میدانی  | دو ۸۰۰ متر            |
| آنجلینا لوهالیت          | سودان جنوبی           | کنیا                            | دو و میدانی  | دو ۱۵۰۰ متر           |
| تاچلووینی گابریسوس       | اریتره                | اسرائیل                         | دو و میدانی  | ماراتن                |
| یسرا ماردینی             | سوریه                 | آلمان                           | شنا          | ۱۰۰ متر آزاد          |
| آرام محمود               | سوریه                 | هلند                            | بدمینتون     | انفرادی مردان         |
| وسام سلامانا             | سوریه                 | آلمان                           | بوکس         | ۶۳- کیلوگرم           |
| الدریک سلا رودریگز       | ونزوئلا               | ترینیداد و توباگو               | بوکس         | ۷۵- کیلوگرم           |
| سعید فضل‌اولی             | ایران                 | آلمان                           | کانو و کایاک | کایاک تک‌نفره ۱۰۰۰ متر |
| معصومه علی‌زاده           | افغانستان             | فرانسه                          | دوچرخه‌سواری  | تایم تریل             |
| احمد ویس                 | سوریه                 | سوئیس                           | دوچرخه‌سواری  | تایم تریل             |
| ساندا الداس              | سوریه                 | هلند                            | جودو         | مختلط تیمی            |
| احمد الیکاج              | سوریه                 | آلمان                           | جودو         | مختلط تیمی            |
| مونا داهوک               | سوریه                 | هلند                            | جودو         | مختلط تیمی            |
| جواد محجوب               | ایران                 | کانادا                          | جودو         | مختلط تیمی            |
| نیگارا شاهین             | افغانستان             | روسیه                           | جودو         | مختلط تیمی            |
| وائل شوئب                | سوریه                 | آلمان                           | کاراته       | کاتا                  |
| هامون درفشی‌پور           | ایران                 | کانادا                          | کاراته       | ۶۷- کیلوگرم           |
| لونا سولومون             | اریتره                | سوئیس                           | تیراندازی    | تفنگ بادی ۱۰ متر      |
| دینا پوریونس             | ایران                 | هلند                            | تکواندو      | ۴۹- کیلوگرم           |
| کیمیا علیزاده            | ایران                 | آلمان                           | تکواندو      | ۵۷- کیلوگرم           |
| عبدالله صدیقی            | افغانستان             | بلژیک                           | تکواندو      | ۶۸- کیلوگرم           |
| سیریل چاتچت              | کامرون                | انگلستان                        | وزنه‌برداری   | ۹۶ کیلوگرم            |
| عکر العبیدی              | عراق                  | اتریش                           | کشتی         | ۶۷ کیلوگرم فرنگی      |

## شرکت‌کنندگان
| رشته ورزشی   | مرد | زن | مجموع |
| ------------ | --- | -- | ----- |
| دو و میدانی  | ۵   | ۲  | ۷     |
| بدمینتون     | ۱   | ۰  | ۱     |
| بوکس         | ۲   | ۰  | ۲     |
| کانو و کایاک | ۱   | ۰  | ۱     |
| دوچرخه‌سواری  | ۱   | ۱  | ۲     |
| جودو         | ۳   | ۳  | ۶     |
| کاراته       | ۲   | ۰  | ۲     |
| تیراندازی    | ۰   | ۱  | ۱     |
| شنا          | ۱   | ۱  | ۲     |
| تکواندو      | ۱   | ۲  | ۳     |
| وزنه‌برداری   | ۱   | ۰  | ۱     |
| کشتی         | ۱   | ۰  | ۱     |
| مجموع        | ۱۹  | ۱۰ | ۲۹    |

## دو و میدانی

#### مردان
| ورزشکار                  | رویداد   | مرحله گروهی | مرحله گروهی | نیمه‌نهایی | نیمه‌نهایی | فینال     | فینال     |
| ورزشکار                  | رویداد   | نتیجه       | رتبه        | نتیجه     | رتبه      | نتیجه     | رتبه      |
| ------------------------ | -------- | ----------- | ----------- | --------- | --------- | --------- | --------- |
| دوریان کلتلا             | ۱۰۰ متر  | ۱۰٫۳۳       | ۱           | ۱۰٫۴۱     | ۸         | راه نیافت | راه نیافت |
| جیمز چینگجیک             | ۸۰۰ متر  | ۲:۰۲٫۰۴     | ۸           | راه نیافت | راه نیافت | راه نیافت | راه نیافت |
| پائولو لوکورو            | ۱۵۰۰ متر | ۳:۵۱٫۷۸     | ۱۳          | راه نیافت | راه نیافت | راه نیافت | راه نیافت |
| جمال عبدالماجی عیسی محمد | ۵۰۰۰ متر | ۱۳:۴۲٫۹۸    | ۱۳          | —         | —         | راه نیافت | راه نیافت |
| تاچلووینی گابریسوس       | ماراتن   | —           | —           | —         | —         | ۲:۱۴٫۰۲   | ۱۶        |

#### زنان

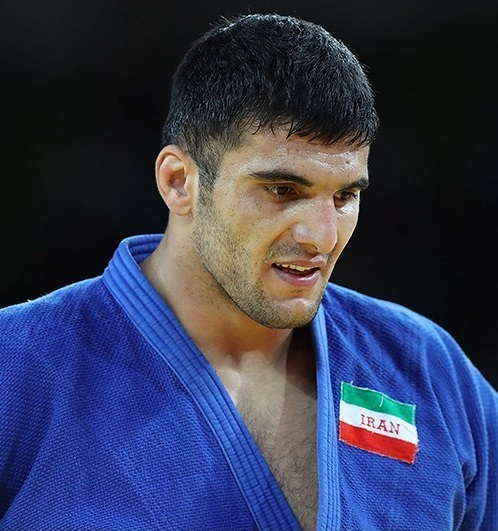
جواد محجوب

| ورزشکار         | رویداد   | مرحله گروهی | مرحله گروهی | نیمه‌نهایی | نیمه‌نهایی | فینال     | فینال     |
| ورزشکار         | رویداد   | نتیجه       | رتبه        | نتیجه     | رتبه      | نتیجه     | رتبه      |
| --------------- | -------- | ----------- | ----------- | --------- | --------- | --------- | --------- |
| رز لوکونین      | ۸۰۰ متر  | ۲:۱۱٫۸۷     | ۸           | راه نیافت | راه نیافت | راه نیافت | راه نیافت |
| آنجلینا لوهالیت | ۱۵۰۰ متر | ۴:۳۱٫۶۵     | ۱۴          | راه نیافت | راه نیافت | راه نیافت | راه نیافت |

## بدمینتون
| ورزشکار    | رویداد        | مرحله گروهی                           | مرحله گروهی                          | مرحله گروهی | مرحله گروهی | حذفی       | یک‌چهارم نهایی | نیمه‌نهایی  | فینال / م. ب | فینال / م. ب |
| ورزشکار    | رویداد        | حریف نتیجه                            | حریف نتیجه                           | حریف نتیجه  | رتبه        | حریف نتیجه | حریف نتیجه    | حریف نتیجه | حریف نتیجه   | رتبه         |
| ---------- | ------------- | ------------------------------------- | ------------------------------------ | ----------- | ----------- | ---------- | ------------- | ---------- | ------------ | ------------ |
| آرام محمود | انفرادی مردان | ج. کریستی (INA) · شکست (۸–۲۱ , ۱۴–۲۱) | لو ک.ی. (SGP) · شکست (۱۵–۲۱ , ۱۲–۲۱) | —           | ۳           | راه نیافت  | راه نیافت     | راه نیافت  | راه نیافت    | راه نیافت    |

## بوکس
| ورزشکار            | رویداد         | یک سی و دوم نهایی              | یک‌شانزدهم نهایی | یک‌چهارم نهایی | نیمه نهایی | فینال      | فینال     |
| ورزشکار            | رویداد         | حریف نتیجه                     | حریف نتیجه      | حریف نتیجه    | حریف نتیجه | حریف نتیجه | رتبه      |
| ------------------ | -------------- | ------------------------------ | --------------- | ------------- | ---------- | ---------- | --------- |
| وسام سلامانا       | سبک‌وزن مردان   | و. دا الیویرا (BRA) · شکست ۰–۵ | راه نیافت       | راه نیافت     | راه نیافت  | راه نیافت  | راه نیافت |
| الدریک سلا رودریگز | میان وزن مردان | ا. سدنیو (DOM) · شکست TKO      | راه نیافت       | راه نیافت     | راه نیافت  | راه نیافت  | راه نیافت |

## کانو و کایاک

#### اسپرینت
| ورزشکار      | رویداد                      | مرحله گروهی | مرحله گروهی | یک‌چهارم نهایی | یک‌چهارم نهایی | نیمه‌نهایی | نیمه‌نهایی | فینال     | فینال     |
| ورزشکار      | رویداد                      | زمان        | رتبه        | زمان          | رتبه          | زمان      | رتبه      | زمان      | رتبه      |
| ------------ | --------------------------- | ----------- | ----------- | ------------- | ------------- | --------- | --------- | --------- | --------- |
| سعید فضل‌اولی | کایاک تک‌نفره ۱۰۰۰ متر مردان | ۳:۵۲٫۶۳۱    | ۴           | ۳:۵۲٫۶۱۴      | ۴             | راه نیافت | راه نیافت | راه نیافت | راه نیافت |

## دوچرخه‌سواری

#### جاده
| ورزشکار        | رویداد          | زمان       | رتبه |
| -------------- | --------------- | ---------- | ---- |
| احمد ویس       | تایم تریل مردان | ۱:۰۸:۴۰٫۴۶ | ۳۸   |
| معصومه علی‌زاده | تایم تریل زنان  | ۴۴:۰۴٫۳۱   | ۲۵   |

## جودو

#### مردان
| ورزشکار      | رویداد       | یک شصت و چهارم نهایی          | یک سی و دوم نهایی        | دور یک‌شانزدهم نهایی            | یک‌چهارم نهایی | نیمه‌نهایی  | شانس مجدد  | فینال / م. ب | فینال / م. ب |
| ورزشکار      | رویداد       | حریف نتیجه                    | حریف نتیجه               | حریف نتیجه                     | حریف نتیجه    | حریف نتیجه | حریف نتیجه | حریف نتیجه   | رتبه         |
| ------------ | ------------ | ----------------------------- | ------------------------ | ------------------------------ | ------------- | ---------- | ---------- | ------------ | ------------ |
| احمد الیکاج  | ۷۳- کیلوگرم  | س. محمدبکوف (TJK) · شکست ۱–۱۰ | راه نیافت                | راه نیافت                      | راه نیافت     | راه نیافت  | راه نیافت  | راه نیافت    | راه نیافت    |
| پوپول میسنگا | ۹۰- کیلوگرم  | Bye                           | ک. توت (HUN) · شکست ۲–۱۰ | راه نیافت                      | راه نیافت     | راه نیافت  | راه نیافت  | راه نیافت    | راه نیافت    |
| جواد محجوب   | ۱۰۰+ کیلوگرم | —                             | ی. فری (GER) · برد ۱–۰   | لوکاش کرپالک (CZE) · شکست ۰–۱۱ | راه نیافت     | راه نیافت  | راه نیافت  | راه نیافت    | راه نیافت    |

#### زنان
| ورزشکار      | رویداد      | یک سی و دوم نهایی | یک‌شانزدهم نهایی               | یک‌چهارم نهایی | نیمه‌نهایی  | شانس مجدد  | فینال / م. ب | فینال / م. ب |
| ورزشکار      | رویداد      | حریف نتیجه        | حریف نتیجه                    | حریف نتیجه    | حریف نتیجه | حریف نتیجه | حریف نتیجه   | رتبه         |
| ------------ | ----------- | ----------------- | ----------------------------- | ------------- | ---------- | ---------- | ------------ | ------------ |
| ساندا الداس  | ۵۷- کیلوگرم | —                 | م. پریشیچ (SRB) · شکست ۱–۱۰   | راه نیافت     | راه نیافت  | راه نیافت  | راه نیافت    | راه نیافت    |
| مونا داهوک   | ۶۳- کیلوگرم | —                 | م. کارواخال (CUB) · شکست ۰–۱۰ | راه نیافت     | راه نیافت  | راه نیافت  | راه نیافت    | راه نیافت    |
| نیگارا شاهین | ۷۰- کیلوگرم | —                 | م. پورتلا (BRA) · شکست ۰–۱۰   | راه نیافت     | راه نیافت  | راه نیافت  | راه نیافت    | راه نیافت    |

#### مختلط
| ورزشکار                                                                 | رویداد | یک‌شانزدهم نهایی        | یک‌چهارم نهایی | نیمه‌نهایی  | شانس مجدد  | فینال / م. ب | فینال / م. ب |
| ورزشکار                                                                 | رویداد | حریف نتیجه             | حریف نتیجه    | حریف نتیجه | حریف نتیجه | حریف نتیجه   | رتبه         |
| ----------------------------------------------------------------------- | ------ | ---------------------- | ------------- | ---------- | ---------- | ------------ | ------------ |
| ساندا الداس احمد الیکاج مونا داهوک جواد محجوب پوپول میسنگا نیگارا شاهین | تیمی   | آلمان (GER) · شکست ۰–۴ | راه نیافت     | راه نیافت  | راه نیافت  | راه نیافت    | راه نیافت    |

## کاراته

#### کومیته
| ورزشکار        | رویداد     | مرحله گروهی                      | مرحله گروهی                 | مرحله گروهی                 | مرحله گروهی                         | مرحله گروهی                    | مرحله گروهی | نیمه‌نهایی  | فینال      | فینال     |
| ورزشکار        | رویداد     | حریف نتیجه                       | حریف نتیجه                  | حریف نتیجه                  | حریف نتیجه                          | حریف نتیجه                     | رتبه        | حریف نتیجه | حریف نتیجه | رتبه      |
| -------------- | ---------- | -------------------------------- | --------------------------- | --------------------------- | ----------------------------------- | ------------------------------ | ----------- | ---------- | ---------- | --------- |
| هامون درفشی‌پور | ۶۷ کیلوگرم | استیون دا کوستا (FRA) · شکست ۰–۴ | آنجلو کرشنزو (ITA) · لغو شد | آندرس مادرا (VEN) · برد ۹–۳ | عبدالرحمان المصطفی (JOR) · شکست ۰–۳ | کالویس کالنینس (LAT) · برد ۵–۳ | ۳           | راه نیافت  | راه نیافت  | راه نیافت |

#### کاتا
| ورزشکار   | رویداد | دور حذفی | دور حذفی | دور رنکینگ | دور رنکینگ | فینال / م. ب | فینال / م. ب |
| ورزشکار   | رویداد | امتیاز   | رتبه     | امتیاز     | رتبه       | حریف نتیجه   | رتبه         |
| --------- | ------ | -------- | -------- | ---------- | ---------- | ------------ | ------------ |
| وائل شوئب | کاتا   | ۲۳٫۳۰    | ۶        | راه نیافت  | راه نیافت  | راه نیافت    | راه نیافت    |

## تیراندازی
| ورزشکار      | رویداد                | مقدماتی | مقدماتی | فینال     | فینال     |
| ورزشکار      | رویداد                | امتیاز  | رتبه    | امتیاز    | رتبه      |
| ------------ | --------------------- | ------- | ------- | --------- | --------- |
| لونا سولومون | تفنگ بادی ۱۰ متر زنان | ۶۰۵٫۹   | ۵۰      | راه نیافت | راه نیافت |

## شنا

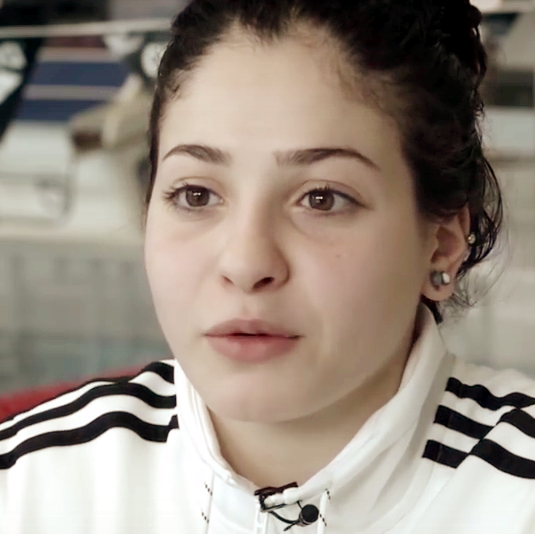
یسرا ماردینی

| ورزشکار      | رویداد            | مرحله گروهی | مرحله گروهی | نیمه‌نهایی | نیمه‌نهایی | فینال     | فینال     |
| ورزشکار      | رویداد            | زمان        | رتبه        | زمان      | رتبه      | زمان      | رتبه      |
| ------------ | ----------------- | ----------- | ----------- | --------- | --------- | --------- | --------- |
| علا ماسو     | ۵۰ متر آزاد مردان | ۲۳٫۳۰       | ۴           | راه نیافت | راه نیافت | راه نیافت | راه نیافت |
| یسرا ماردینی | ۱۰۰ متر آزاد زنان | ۱:۰۶٫۷۸     | ۳           | راه نیافت | راه نیافت | راه نیافت | راه نیافت |

## تکواندو

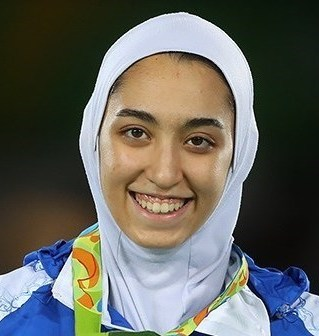
کیمیا علیزاده

| ورزشکار       | رویداد            | تعیین صلاحیت                 | یک‌شانزدهم نهایی            | یک‌چهارم نهایی            | نیمه‌نهایی                       | فینال / م. ب                     | فینال / م. ب |
| ورزشکار       | رویداد            | حریف نتیجه                   | حریف نتیجه                 | حریف نتیجه               | حریف نتیجه                      | حریف نتیجه                       | رتبه         |
| ------------- | ----------------- | ---------------------------- | -------------------------- | ------------------------ | ------------------------------- | -------------------------------- | ------------ |
| عبدالله صدیقی | ۶۸- کیلوگرم مردان | ژ. شوای (CHN) · شکست ۲۰–۲۲   | راه نیافت                  | راه نیافت                | راه نیافت                       | راه نیافت                        | راه نیافت    |
| دینا پوریونس  | ۴۹- کیلوگرم زنان  | و. جینگیو (CHN) · شکست ۳–۲۴  | راه نیافت                  | راه نیافت                | راه نیافت                       | راه نیافت                        | راه نیافت    |
| کیمیا علیزاده | ۵۷- کیلوگرم زنان  | ناهید کیانی (IRI) · برد ۱۸–۹ | جید جونز (GBR) · برد ۱۶–۱۲ | ژو لیجون (CHN) · برد ۹–۸ | تاتیانا کوداشوا (ROC) شکست ۳–۱۰ | حتیچه کبری ایلگون (TUR) شکست ۶–۸ | ۵            |

## وزنه‌برداری

#### مردان
| ورزشکار     | رویداد     | یک‌ضرب | یک‌ضرب | دوضرب | دوضرب | مجموع | رتبه |
| ورزشکار     | رویداد     | نتیجه | رتبه  | نتیجه | رتبه  | مجموع | رتبه |
| ----------- | ---------- | ----- | ----- | ----- | ----- | ----- | ---- |
| سیریل چاتچت | ۹۶ کیلوگرم | ۱۵۵   | ۱۱    | ۱۹۵   | ۱۰    | ۳۵۰   | ۱۰   |

## کشتی

#### فرنگی مردان
| ورزشکار     | رویداد     | یک‌هشتم نهایی               | یک‌چهارم نهایی                  | نیمه‌نهایی  | شانس مجدد  | فینال / م. ب | فینال / م. ب |
| ورزشکار     | رویداد     | حریف نتیجه                 | حریف نتیجه                     | حریف نتیجه | حریف نتیجه | حریف نتیجه   | رتبه         |
| ----------- | ---------- | -------------------------- | ------------------------------ | ---------- | ---------- | ------------ | ------------ |
| عکر العبیدی | ۶۷ کیلوگرم | سلیمان نصر (TUN) · برد ۸–۰ | راماز زویدزه (GEO) · شکست ۰–۱۰ | راه نیافت  | راه نیافت  | راه نیافت    | راه نیافت    |